# Richard Gustav Borgelin
Kaptajn Richard Gustav Borgelin (født 10. februar 1887 i Herning, død 8. december 1966 i Vordingborg) var officer og kompagnichef for Dansk-Baltisk Auxiliær Corps (DBAC) i 1919 under den estiske og lettiske krig for uafhængighed.

## Liv og karriere
Borgelin var søn af skrædder Anders Persson Borgelin (d. 26. november 1901) og Ane Marie f. Pedersen (d. 11. september 1928). Han gik i realskole og gymnasium i Herning og afsluttede Hærens Officerskole i 1909. Som reserveofficer og leder af 2. Regiments korporalsskole i Værløselejren fik Borgelin i 1919 tilbud om at blive chef for en dansk styrke på 200 mand. I foråret 1919 stod han og hans Compagnie Borgelin i Estland. Kompagniet bestod af 12 officerer, 12 underofficerer og 189 menige. Kompagniet deltog på estisk side under både den estiske krig for uafhængighed og senere også den lettiske krig for uafhængighed til den 1. september 1919, hvor kontrakten udløb, og de fleste vendte hjem til Danmark.
Borgelin blev sammen med syv andre danskere som Peter de Hemmer Gudme udmærket med den lettiske Lāčplēsisorden af tredje klasse.
I det meste af Mellemkrigstiden opholdt Borgelin sig i Estland, hvor han for sine fortjenester under selvstændighedskrigen havde fået godset Maidla af den estiske stat. Han gjorde tjeneste i den estiske hær og blev udnævnt til oberst. Da Estland i juni 1940 som en følge af Ribbentrop-Molotov-pagten blev besat af sovjetiske styrker, måtte Borgelin forlade landet. Han bosatte sig i Aarhus.
Det var formentlig en antisovjetisk/antikommunistisk indstilling fra tiden i Estland, som var årsag til, at Borgelin under den tyske besættelse af Danmark 1940 - 1945 lod sig hverve som agent for den tyske militære efterretningstjeneste Abwehr. Ved retsopgøret efter besættelsen blev han tiltalt for spionage til fordel for tyskerne, men blev kun dømt for at have samarbejdet med besættelsesmagten. Det blev takseret til 1½ år fængsel.
I 1965 kunne man i Danmarks Radio høre tre udsendelser, hvori Borgelin fortalte om sin tid i Estland. Udsendelserne var produceret af den kendte radiomand Svend Alkærsig.
I 2012 udgav Borgelins datter Ann-Mari Borgelin bogen Hvor Dannebrog faldt ned om faderens bedrifter i Estland. Bogen, som har forord af Bertel Haarder, er skrevet på grundlag af Borgelins optegnelser.
Richard Gustav Borgelin er begravet ved Kalvehave Kirke.